# Zhongguancun

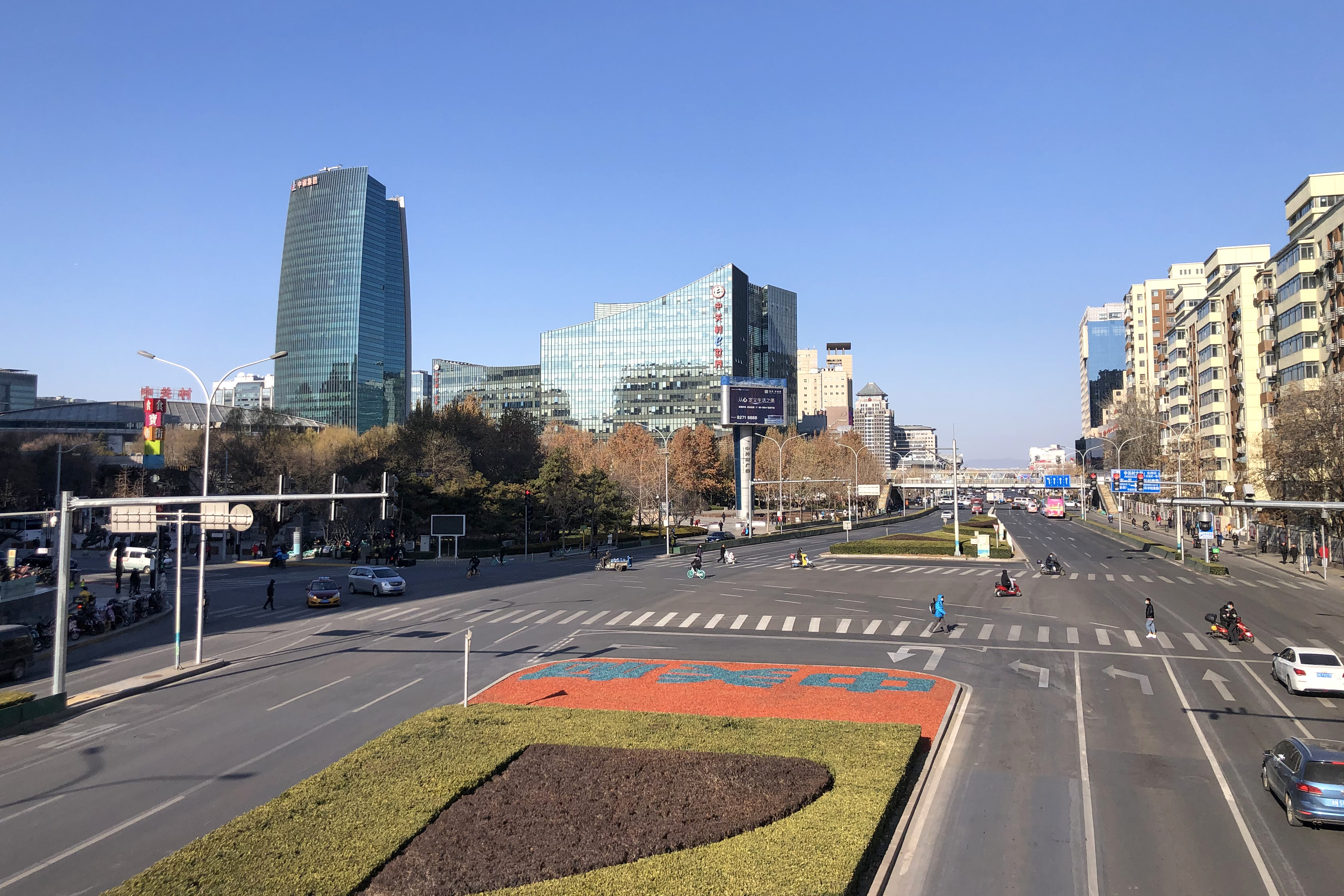
Zhongguancun

Zhongguancun (chinesisch 中关村街道, Pinyin Zhōngguāncūn Jiēdào) ist ein Straßenviertel des Stadtbezirks Haidian der chinesischen Hauptstadt Peking. Als Wissenschafts- und Technikzentrum und sogenannter High-Tech-Park wird es auch gerne als „Silicon Valley von China“ bezeichnet. Die Fläche beträgt 5,279 Quadratkilometer und die Einwohnerzahl 159.637 (Stand: Zensus 2010).
Zhongguancun befindet sich im Nordwesten Pekings. Gegründet wurde das Zentrum 1988, seine Wurzeln reichen aber bis ins Jahr 1980 zurück.
Eine Besonderheit ist die Christliche Kirche, von Gerkan, Marg und Partner entworfen.

## Administrative Gliederung
Das Straßenviertel Zhongguancun setzt sich aus 33 Einwohnergemeinschaften zusammen. Diese sind:
- Einwohnergemeinschaft Baita'an (白塔庵社区);
- Einwohnergemeinschaft Beili (北里社区);
- Einwohnergemeinschaft Donglibei (东里北社区);
- Einwohnergemeinschaft Donglinan (东里南社区);
- Einwohnergemeinschaft Dongnan (东南社区);
- Einwohnergemeinschaft Hangkan (航勘社区), „Luftfahrtuntersuchung“;
- Einwohnergemeinschaft Hangtian (航天社区), „Raumfahrt“;
- Einwohnergemeinschaft Haojing Jiayuan (豪景佳苑社区);
- Einwohnergemeinschaft Hongmincun (红民村社区);
- Einwohnergemeinschaft Huangzhuang (黄庄社区);
- Einwohnergemeinschaft Huaqingyuan (华清园社区);
- Einwohnergemeinschaft Kechun (科春社区), „Frühling der Wissenschaften“;
- Einwohnergemeinschaft Kehui (科汇社区), „Versammelte Wissenschaften“;
- Einwohnergemeinschaft Kexin (科馨社区), „Duft der Wissenschaften“;
- Einwohnergemeinschaft Kexing (科星社区), „Stern der Wissenschaften“;
- Einwohnergemeinschaft Kexu (科煦社区), „Wärme der Wissenschaften“;
- Einwohnergemeinschaft Keyu (科育社区), „Wissenschaftliche Erziehung“;
- Einwohnergemeinschaft Keyuan (科源社区), „Quelle der Wissenschaften“;
- Einwohnergemeinschaft Kongjian (空间社区), „Weltraum“;
- Einwohnergemeinschaft Qingyunbei (青云北社区);
- Einwohnergemeinschaft Ruanjian (软件社区), „Software“;
- Einwohnergemeinschaft Taiyangyuan (太阳园社区);
- Einwohnergemeinschaft Xiaoniwan (小泥湾社区);
- Einwohnergemeinschaft Xigema (希格玛社区), „Sigma“;
- Einwohnergemeinschaft Xili (西里社区);
- Einwohnergemeinschaft Xin Kexiangyuan (新科祥园社区);
- Einwohnergemeinschaft Yuyuan (榆苑社区);
- Einwohnergemeinschaft Zhichun Dongli (知春东里社区);
- Einwohnergemeinschaft Zhichunli (知春里社区), „im Frühling des Wissens“;
- Einwohnergemeinschaft Zhichunli Xi (知春里西社区);
- Einwohnergemeinschaft Zhiqinglu 52 hao Yuan (知春路52号院社区);
- Einwohnergemeinschaft Zhiqinglu 82 hao Yuan (知春路82号院社区);
- Einwohnergemeinschaft Zhongguo Nongkeyuan (中国农科院社区), „Agrarwissenschaftliche Hochschule“.